# Лыбедская площадь
Лыбедская пло́щадь (укр. Либідська пло́ща) — площадь в Голосеевском районе города Киева, местность Новое Строение. Расположена между Большой Васильковской улицей, улицей Джона Маккейна, бульваром Николая Михновского, Железнодорожным шоссе, улицей Антоновича и переулком Руслана Лужевского.

## История
Возникла в середине XX века. С 1956 года — площадь Дзержинского, в честь Ф. Э. Дзержинского.
С сентября 2015 года носит нынешнее название по названию реки Лыбедь (еще с середины 1990-х годов на некоторых картах и в СМИ площадь именовалась Лыбедской, однако официальное решение о её переименовании в то время принято не было).
В сквере посередине площади в 1967 году сооружён памятник чекистам, авторы — скульптор В. З. Бородай и архитектор А. Ф. Игнащенко. В постсоветские годы памятник неоднократно подвергался вандализму и был снесён в 2016 году.
В 1978 году на площади был возведён комплекс зданий Научно-исследовательского института научно-технической информации и технико-экономических исследований Госплана УССР (НИИНТИ) с концертным залом в виде «летающей тарелки» по проекту киевского архитектора Флориана Юрьева.
11 сентября 2024 года в Сквере мира на Лыбедской площади открыт Мемориал памяти жертв геноцида крымскотатарского народа, установленный на месте снесённого в 2016 году памятника чекистам.